# Zlatko Dalić
Zlatko Dalić (uttalas: [zlâtko dǎːlitɕ]), född 26 oktober 1966 i Livno i Jugoslavien (nuvarande Bosnien och Hercegovina), är en kroatisk fotbollstränare och tidigare fotbollsspelare. Den 7 oktober 2017 ersatte han Ante Čačić som förbundskapten för Kroatiens herrlandslag i fotboll.